# Clemens Bechinger
Clemens Bechinger  ist ein deutscher Physiker und Hochschullehrer. Er ist Professor für Experimentalphysik an der Universität Konstanz.

## Leben
Bechinger studierte Physik an der Universität Heidelberg, mit Diplomabschluss 1990. Danach wechselte er an die Universität Konstanz, wo er 1993 promoviert wurde und 1999 habilitierte. Von 2003 bis 2017 war er Professor und Leiter des 2. Physikalischen Instituts an der Universität Stuttgart, seitdem ist er Professor an der Universität Konstanz.
Im Jahr 2000 wurde Bechinger mit dem Walter-Schottky-Preis der Deutschen Physikalischen Gesellschaft ausgezeichnet. 2016 erhielt er einen ERC Advanced Grant des Europäischen Forschungsrates. 2024 bekam er einen ERC Advanced Grant für sein Projekt „Brownian particles in nonequilibrium baths“.

## Forschung
Die Forschungsaktivitäten von Bechinger und seiner Arbeitsgruppe betreffen die Physik weicher Materie. Die dabei untersuchten Systeme umfassen unter anderem Kolloide, aktive Partikel (Mikroschwimmer) und Quasikristalle.
Dabei werden vorrangig optische Untersuchungsmethoden eingesetzt, darunter Interferenzmuster, optische Pinzetten und Total Internal Reflection Microscopy.